# 나가타 료타
나가타 료타(일본어: 永田 亮太, 1985년 5월 17일 ~ )는 일본의 전 축구 선수이다.

## 구단 경력
그는 2008년부터 2020년까지 J리그의 쇼난 벨마레, 사간 도스, 몬테디오 야마가타, 더스파구사쓰 군마, 카마타마레 사누키에서 활동하였다.